# Tuvya Ruebner
Tuvya Ruebner (în ebraică טוביה ריבנר născut Kurt Ruebner; n. 30 ianuarie 1924, Bratislava, Cehoslovacia – d. 29 iulie 2019, Merhavia⁠(d), Districtul de Nord, Israel) a fost un poet israelian de limbă ebraică și germană, cercetător, artist fotograf, redactor și traducător originar din Slovacia.
Profesor emerit de literatură la Universitatea din Haifa. Laureat al Premiului Israel pentru literatură pe anul 2008.
După formularea juriului care i-a decernat premiul Israel,
„Tuvya Ruebner este unul din cei mai proeminenți poeți ebraici ai ultimelor cinci decenii. Poezia lui se măsoară într-un mod personal și unic cu temele majore ale istoriei moderne a evreilor, înainte de toate cu Holocaustul evreilor din Europa și cu experiența imigrării în Țara Israelului. Poezia lui Ruebner are rădăcini în două peisaje principale - cel al Europei și cel al Israelului, iar sub acest aspect ea întruchipează „durerile celor două patrii” și tensiunea irezolvabilă dintre ele. Este o poezie reținută, șlefuită și intelectuală. Ea își trage seva din cele mai vechi straturi ale poeziei ebraice și din cea mai bună tradiție a poeziei din Europa centrală”.
Poetul și-a afirmat nu odată dragostea pentru peisajul Israelului, dar în același timp a menționat că amintirea Carpaților natali stăruie adânc în ființa sa.

## Biografie
Tuvya Ruebner s-a născut la 30 ianuarie 1924 sub numele Kurt Erich Ruebner la Bratislava, în Slovacia, pe atunci în Republica Cehoslovacă, într-o familie de evrei germanofoni.

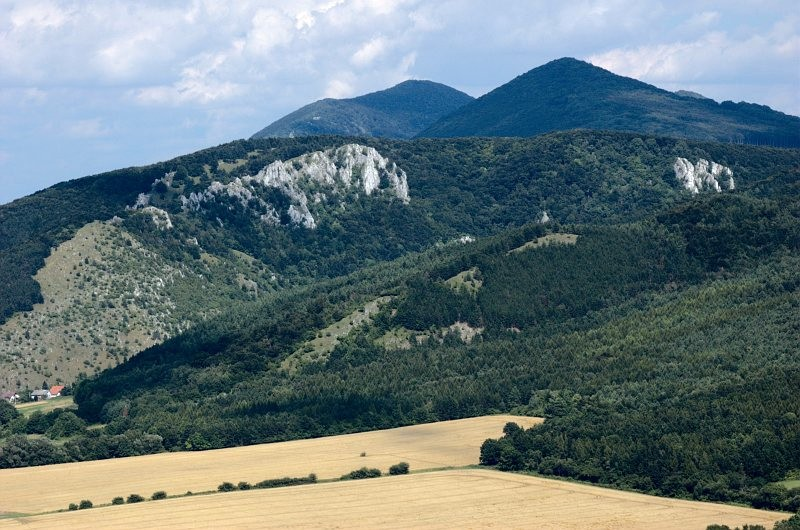
Vârful Zaruby din Carpaţii Mici, Slovacia de vest

Nu a apucat să învețe decât 9 clase (8 într-o școală germană, și clasa a 9-a într-un gimnaziu slovac), fiind nevoit să-și întrerupă studiile liceale din cauza "legilor rasiale" contra evreilor introduse de regimul fascist slovac și a început să lucreze ca electrician.
După o pregătire profesională, ideologică și fizică în cadrul mișcării tineretului sionist socialist Hashomer Hatzair, în aprilie 1941, a emigrat cu ajutorul organizației sioniste de asistență „Aliyat Hanoar” [Emigrația (spre Palestina) a Tineretului], împreună cu încă nouă  tineri evrei, în Palestina, aflată pe atunci sub mandat britanic, parcurgând în drum Ungaria, România, Turcia, Siria și Libanul. Între cei nouă tineri care s-au salvat astfel, s-a numărat și o fată care a fost prima sa iubire.
Părinții, sora cea mică și bunicii (aceștia din urmă locuitori ai orășelului Šaštín), unchii și mătușile rămași la Bratislava, au pierit omorâți de naziști în cursul Holocaustului, fiind deportați în anul 1942 în lagărul de exterminare Auschwitz-Birkenau.

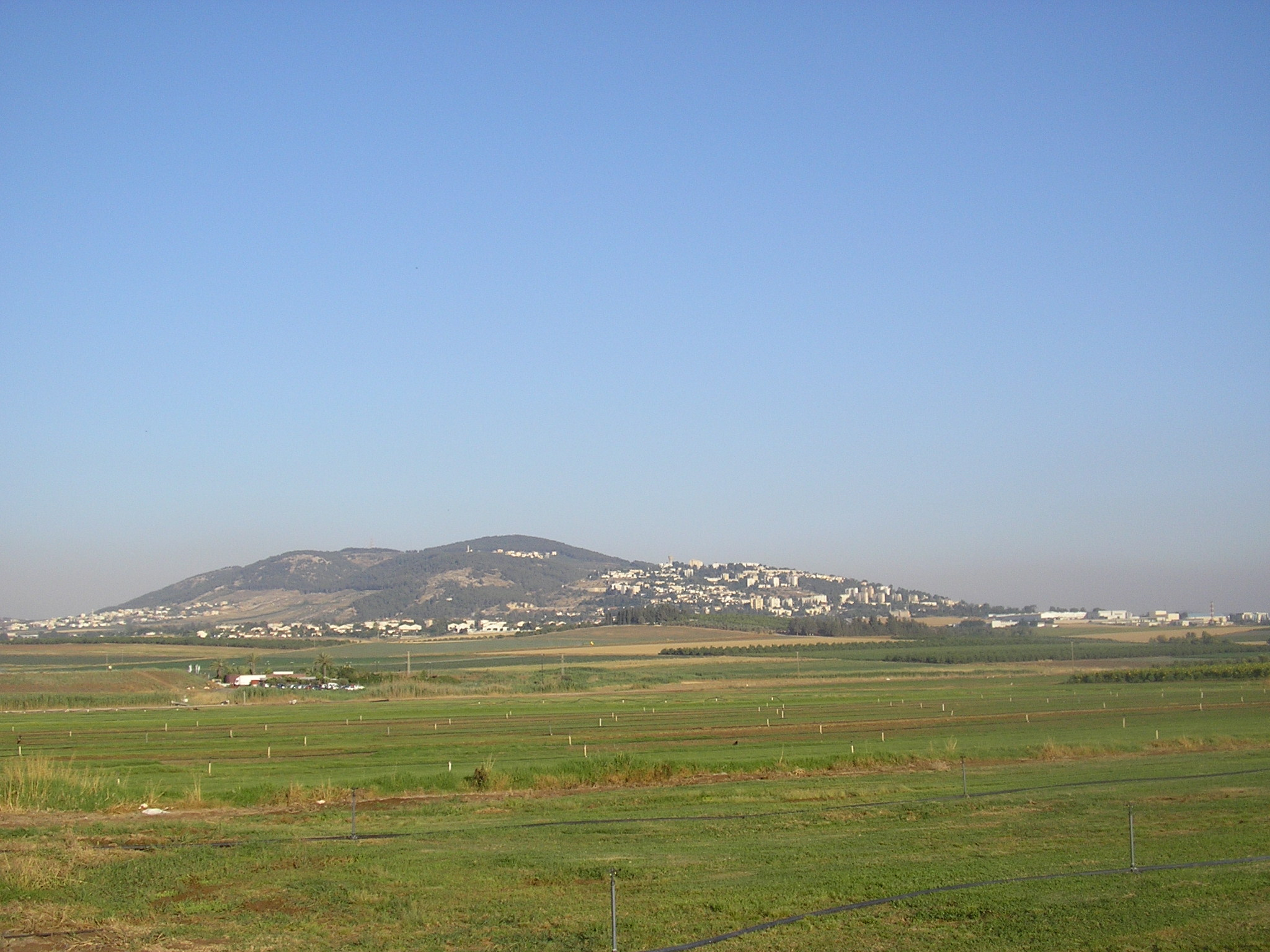
Givat Hamoré de lângă kibutzul Merhavia, Israel

În Palestina, după ce a învățat și a muncit în mai multe kibutzuri precum și a luat parte la Războiul de Independență al Israelului în anii 1948 - 1949, Tuvya Ruebner a devenit membru al kibuțului Merhavia, în valea Yizrael (Esdraelon) aproape de localitatea Afula. A lucrat la început ca cioban, apoi în diferite munci viticole și agricole. În 1944 s-a căsătorit cu prima sa soție, Ada, cu care în 1949 a avut o fetiță, Miriam. La nu mult timp după aceea, în anul 1950, a fost grav rănit, inclusiv cu arsuri pe față, în vreme ce soția sa a fost rănită mortal, într-un accident rutier. Traumatismul acesta l-a afectat extrem de mult, mai ales când fusese nevoit să se confrunte nu demult și cu doliul după întreaga sa familie pierdută în Holocaust. În continuare nu a mai exercitat munci fizice, ci a lucrat ca bibliotecar și ca profesor de literatură la liceul local (1950-1963), deși nu poseda o instrucție academică formală, ci era autodidact.
Între 1963-1966 el a fost trimis al Organizației Sioniste la comunitățile evreilor din Austria și Elveția. Întors în Israel, a lucrat în calitate de profesor conferențiar la seminarul pedagogic „Oranim” al mișcării kibutzurilor, în localitatea Kiryat Tivon. Ulterior, între 1972-1974 a fost conferențiar la Facultatea de litere a universității din Tel Aviv, iar în anul 1974 a devenit profesor la Universitatea din Haifa, unde a predat literatura comparativă. 
În 1992 s-a pensionat și a devenit profesor emerit al Universității din Haifa.

În 1953 Ruebner a cunoscut-o pe pianista Galila Izreeli, care venise să concerteze în kibutz ca membră a unui cvartet al Filarmonicii din Tel Aviv și s-a căsătorit cu ea. Li s-au născut doi fii: Idan și Moran.
Fiica sa din prima căsătorie, Miriam Frederikson, trăiește cu familia ei în Islanda. Idan este călugăr budist în Nepal, iar Moran a dispărut fără urme în Ecuador în anul 1982 în cursul unei excursii în America Latină.
Tuvya Ruebner a lăsat și trei nepoți și un strănepot.
Ruebner a încetat din viață la 95 ani în anul 2019 în kibuțul Merhavia.

## Activitate literară
Și-a început activitatea artistică mai întâi ca fotograf. 
A publicat mai multe albume de fotografii artistice care s-au bucurat de apreciere, iar mai apoi și-a ilustrat volumele de versuri cu fotografii proprii.
Începuse să scrie versuri și proză scurtă încă din copilărie în Slovacia.
La îndemnul unui instructor din mișcarea Hashomer Hatzair, începuse să-l citească pe Rilke și încercase să-l imite.
Până în 1950 Tuvya Ruebner a scris versuri numai în germană. Prima sa poezie în ebraică a scris-o după catastrofa accidentului din 1950 și a exprimat într-însa durerea ce-l copleșise. Ea a fost publicată în ziarul „Davar” de către poeta Lea Goldberg. După ce a cunoscut-o pe a doua sa soție, s-a decis să deschidă o noua pagină în viață și sa scrie numai în ebraică.
Primele versuri ebraice le-a publicat în anul 1953. A început să publice volume de versuri din anul 1957. 
În Israel a făcut cunoștință îndeaproape cu poetul Arie Ludwig Strauss care l-a pus în contact și cu alți creatori în limba germană, ca de pildă Werner Kraft. Tuvya  Ruebner însuși i-a fost un fel de mentor poetului ebraic Dan Paghis, evreu bucovinean, supraviețuitor al lagărelor Transnistriei, care emigrase din România și care ajunsese la kibutzul Merhavia. De asemenea a fost mulți ani prieten cu poetul Ozer Rabin, membru și el, în trecut, al kibutzului Merhavia.
După ieșirea sa la pensie în anul 1992, Tuvya Ruebner a reînceput să scrie poezii și în limba germană. 
Atașat încă din copilărie de cultura germană, poeziile sale care au fost uneori comparate cu cele ale poeților postbelici polonezi Wisława Szymborska și Tadeusz Różewicz, s-au bucurat de un deosebit interes în Germania. El a fost ales membru corespondent al Academiei pentru Limba și Poezia Germană și al altor instituții literare germane, printre care Academia de Științe și Poezie din Mainz, Societatea Franz Kafka, Societatea Hugo von Hofmannsthal, precum și al Societății Europene de Cultură.
Tuvya Ruebner a fost și în relații apropiate cu poeta israeliană Lea Goldberg și la rugămintea familiei ei, i-a editat patrimoniul literar.
Tuvya Ruebner  este cunoscut și prin traducerile sale în germană din operele autorilor israelieni Shmuel Yosef Agnon, Dan Paghis, Asher Reich  și T. Carmi. De asemenea a tradus în ebraică din operele lui Goethe, Friedrich Schlegel, Jean Paul, Kafka, Celan, Christof Meckel (din germană),Milan Richter (din slovacă) etc.
O antologie a poeziilor sale ebraice a fost publicată și în Germania în traducerea poetului Christoph Meckel și a lui Efrat Gal-Ed („Wüstenginster”)(1990)

## Premii și distincții
- Premiul D. Steinberg la Zürich - 1981
- Premiul Christian  Wagner din Leonberg
- Premiul Paul Celan - al Fondului literar german cu sediul la Darmstadt
- Premiul Jeannette Schocken al orașului Bremerhaven- 1999
- Premiul internațional de poezie Jan Smrek din Bratislava - 2002
- Premiul Levi Eshkol al primului ministru al Israelului, pentru creație - 2007
- Premiul Israel - premiul de stat al Israelului - 2008
- Premiul Theodor Kramer la Viena - 2008
- Premiul Anne Frank
- Premiul AKUM (Asociația compozitorilor, autorilor și editorilor din Israel)

## Cărți publicate în ebraică
Poezii
- Focul în piatră (Ha-Esh Ba-Even) 1957

-  האש באבן - 
- Shirim limtso ét  1961 -  שירים למצוא עת
- Atâta timp cât (Kol Od) 1967  - כל עוד -
- volum de poeme - în editura Eked   1970
- De nereîntors (Unreturnable - Eyn lehashiv) 1971
- Soare de miezul nopții 1977 (Shemesh hatzot)
- Statuie și mască (A Graven and a Molten Image - Pesel ve'masekha) 1982
- Și spre locul său năzuiește  (And Hasteth to His Place)

Ve El Mekomo Sho'ef) 1990
- Poezii tardive (Shirim meuharim) 1999 שירים מאוחרים
- Aproape o discuție  (Kim'at sihá) 2002 - כמעט שיחה -
- Versuri stângace de copii și altele  (Haruzéy yeladim klokelim ve'aherim) 2004 - חרוזי ילדים קלוקלים -
- Urme de zile  (Ikvot yamim) 2005  - עקבות ימים -

antologie de versuri
- Toate câte au fost după aceea - Kol ma she'ahar-kakh,  2007 - כל משאחר כך - versuri însoțite de fotografii
- Alte albume de fotografii:
- Și aceasta mi-a văzut ochii  (Gam zot raú eynáy) -

גם זאת ראו עיני
- Monografia despre Lea Goldberg  1980

Cărți de poezii ale sale au fost  traduse în germană și suedeză, poezii individuale - în afrikaans, cehă, suedeză,franceză, germană, greacă, maghiară, italiană, polonă, slovacă, portugheză, spaniolă , turcă,etc

## Cărți publicate în germană
- Wüstenginster, Gedichte (1990) (antologie de poezii traduse din ebraică - de Christoph Meckel și Efrat gal-Ed)
- cu Dafna Mach editarea volumului Briefwechsel

Martin Buber –  Ludwig Strauss 1913–1953 (1990)
corespondența dintre Martin Buber și Arie Ludwig Strauss
- Granatapfel. Frühe Gedichte (1995) editura Rimbaud,Aachen

(Rodia.Poezii timpurii)
- Rauchvögel. Ausgewählte Gedichte I 1957–1997 (1998)

(Păsări de fum - poezii alese)
- cu Hans O. Horch editarea operelor lui Arie Ludwig  Strauss Ludwig Strauß: Gesammelte Werke (1998–2000)
- Stein will fließen, Gedichte (1999)

(Piatra va curge) 
- Zypressenlicht. Ausgewählte Gedichte II 1957-1999 (2000) (Lumina chiparoșilor)
- Von Luft zu Luft, Gedichte (2003)
- Erzählen an der Grenze: Bemerkungen zu zwei jüdischen Erzählern, Agnon und Kafka (2004) (Povestiri de limită - Remarci asupra a doi povestitori evrei, Agnon și Kafka)
- Ein langes kurzes Leben – von Pressburg nach Merchavia, O lungă viață scurtă - de la Bratislava la Merhavia - Autobiografie (2004) Rimbaud, Aachen
- Wer hält diese Eile aus, Gedichte (2007) (Cine îndură graba asta)
- Spätes Lob der Schönheit, Gedichte (2010)

## Traduceri în germană
- Samuel Joseph Agnon: Der Treueschwur (1965) שבועת אמונים

(Jurământul de fidelitate)
- Dan Pagis: Erdichteter Mensch. Gedichte hebräisch-deutsch (1993)
- Samuel Joseph Agnon: Schira (1998) (Șira)
- Samuel Joseph Agnon: Der Vorabend. Erzählung, in: Tuvia Rübner: Erzählen an der Grenze: Bemerkungen zu zwei jüdischen Erzählern, Agnon und Kafka
- Israel Pincas:Diskussion über die Zeit´ (Discuție despre timp)

## Traduceri în ebraică
- Milan Richter: Îngerul cu aripi negre (2005) - din slovacă.

## Articole
- Bild und Gedicht in: Mit den Augen Geschrieben 1991 Hanser, München
- Erkennen im Gedicht in: Erkennen als geistiger und molekularer Prozess 1991 VCH, Weinheim
- Ist die Kunst des Friedensschliessen eine Wortkunst? in: Jahrbuch der Deutschen Akademie für Sprache und Dichtung 1993
- Ludwig Strauss: Dichter in zwei Sprachen in: Conditio Judaica 10 1995 Max Niemayer Verlag, Tübingen
- Einige Bemerkungen zur Sprache bei Kafka, dem Juden in: Conditio Judaica 19 1997 Max Niemayer Verlag, Tübingen
- Zum 85. Geburtstag von Werner Kraft in: Marbacher Magazin 75 1996
- Chronik: Werner Kraft 90 in: Neue Deutsche Hefte
- Innovation und Tradition am Beispiel von Getrud Kolmars "Märchen"  in: Widerstehen im Wort 1996 Wallstein Verlag, Göttingen
- Mit dieser Nacht und all ihrem Schweigen - Lea Goldberg 1911-1970 in: Manche Worte strahlen 1999 Altius Verlag
- Vom Wohlklang und der Ordnung des Gedichts in: "hören" 1999
- Agnon und Kafka: Versuch eines Vergleichs in: Trumah

## Ruebner în altă media artistică

### În muzică
- - Compozitorul israelian Abel Ehrlich (Hevel Ehrlich) (1915-2003) a compus trei piese muzicale pe versuri de Ruebner:

"Sham amarti" pentru tenor și pian, ;"Gam hashana" - Si anul asta , pentru bariton, clarinet și viola,
Haerev haze, haerev haze - Seara aceasta, seara aceasta - pentru tenor și pian, 1993
- - Compozitorul israelo-elvețian născut și el la Bratislava, Yehoshua Lakner (1924 - 2003), unul din cei nouă tovarăși ai lui Tuvya Ruebner la fuga din Slovacia în Palestina, a compus o lucrare muzicală pentru două computere, monitor și recitator, „Segante” care folosește, în afară de inspirația din operele pictorului italian Giovanni Segantini, și versuri ale lui Tuvya Ruebner din volumul său în germană, „Granatapfel” - 1999.

- - In anul 2003 compozitorul islandez  Snorri Sigfús Birgisson (n. 1954) a compus melodii pentru  bariton și pian, pe textul a 4 poezii de Tuvya Rubner

- - În anul 2007 compozitorul israelian Moni Amarillo a lansat un album - "Iarăși soare verde" (Shuv shemesh yeruká) - שוב שמש ירוקה - conținând 12 din poeziile ebraice ale lui Ruebner puse pe note.

### În cinematografie
- Poetul Tuvya Ruebner apare într-un interviu dintr-un film documentar german „2 oder 3 Dinge, die ich von ihm weiß” (2005), realizat de cineastul german Malte Ludin (1942-) despre tatăl său, Hanns Ludin, care fusese șeful legației Germaniei naziste în Slovacia (după von Killinger care fusese mutat la București) și a fost executat de către americani ca criminal de război, între altele pentru implicarea lui în deportarea și exterminarea a trei sferturi din evreii slovaci.